# Балога Віктор Іванович
Бало́га Ві́ктор Іва́нович (нар. 15 червня 1963, с. Завидово Мукачівського району Закарпатської області) — український політик і державний діяч. Народний депутат України IV (2002—2005), VII, VIII та IX скликаннь (з грудня 2012 по теперішній час). Міністр МНС (2005—2006 та 2010—2012). Глава Секретаріату Президента (2006—2009). Голова Закарпатської обласної державної адміністрації (1999—2001, 2005), міський голова Мукачева (1998—1999).

## Освіта
Після закінчення восьмирічної школи в селі Завидово у 1978, навчався в середній школі села Загаття Іршавського району, яку закінчив у 1980.
З 1980 по 1984 — студент Львівського торгово-економічного інституту, здобув вищу освіту за спеціальністю «Товарознавство і організація торгівлі продовольчими товарами», товарознавець вищої категорії.

## Кар'єра
- Липень 1984 — листопад 1985 — строкова військова служба в лавах Радянської Армії, у гарнізоні танкових військ під Чернівцями.
- Січень 1986 — лютий 1987 — старший товарознавець Берегівського районного споживчого товариства, м. Берегове Закарпатської області,
- Лютий 1987 — травень 1987 — заступник директора Косинського об'єднання споживчих товариств (ОПТ), с. Косино Берегівського району Закарпатської області;
- Травень 1987 — жовтень 1992 — старший товарознавець Мукачівської господарсько-товарної бази;
- Жовтень 1992 — березень 1997 — директор ТОВ «Рей-Промінь», м. Мукачево Закарпатської області;
- Квітень 1997 — квітень 1998 та січень 2002 — квітень 2002 — голова правління ТзОВ «Барва», Мукачево

## Політика
В 1997 вступив до СДПУ(о). 1998 під час парламентської виборчої кампанії був керівником виборчого штабу партії на Закарпатті, п'яту частину всіх голосів партія тоді отримала в цьому реґіоні.
9 травня 1998 обраний мером Мукачева.
5 травня 1999 — голова Закарпатської обладміністрації.
В 2000 розпочав «департизацію» області і вийшов зі складу СДПУ(о). Ця ініціатива була підтримана тодішніми Президентом Кучмою та прем'єр-міністром Ющенком.
Будучи незгодним із відставкою Прем'єр-міністра Ющенка, Балога подав у відставку, і був 1 червня 2001 звільнений з посади голови Закарпатської обласної державної адміністрації.
3 квітня 2002 обраний мером Мукачева та одночасно народним депутатом, визначився на користь роботи у Верховній Раді.
З 14 травня 2002 по 8 вересня 2005 — народний депутат України від виборчого округу № 71, входив до фракції «Наша Україна», член Комітету Верховної Ради України з питань економічної політики, управління народним господарством, власності та інвестицій,.

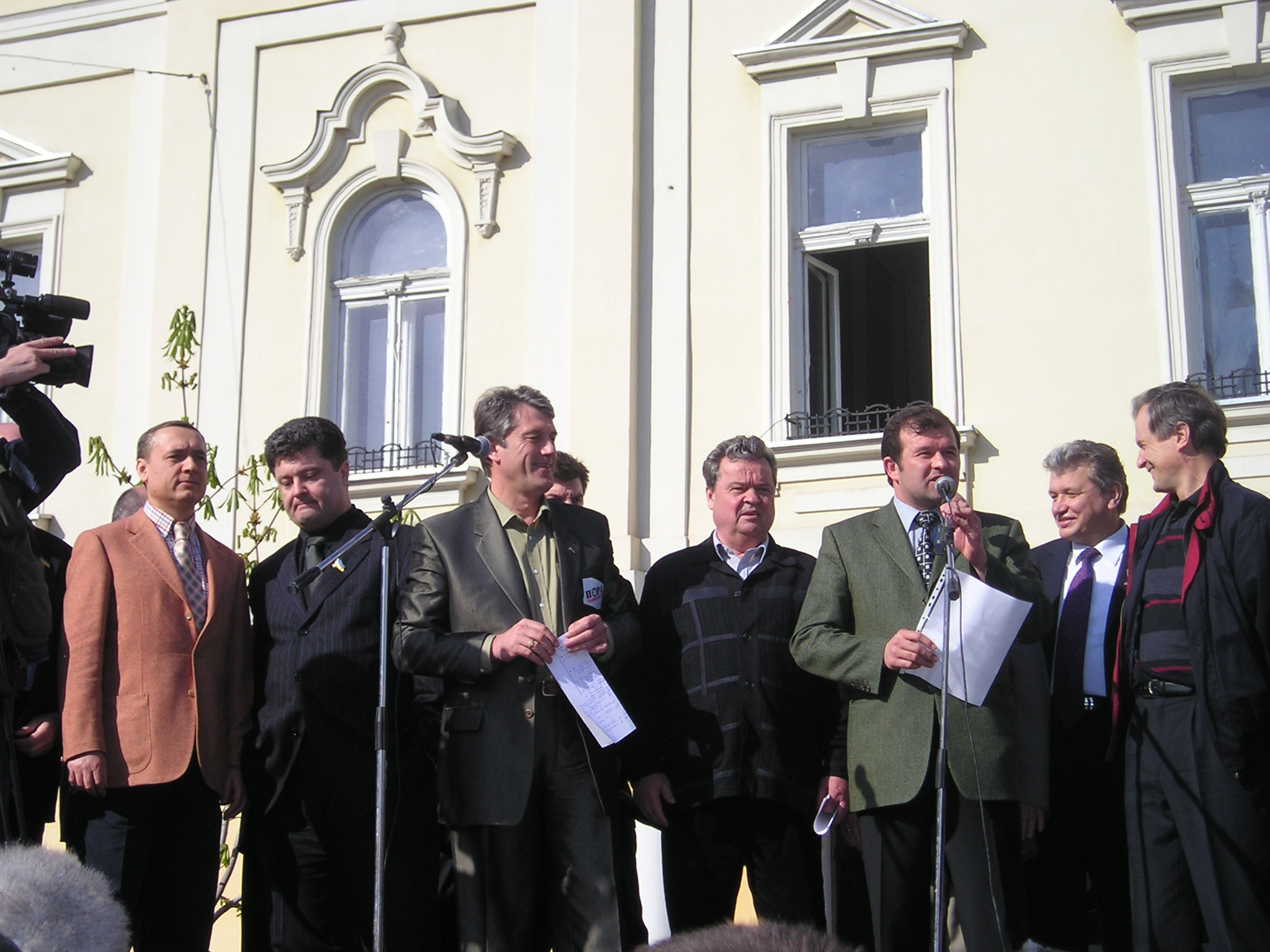
Порошенко, Ющенко та Балога на мітингу перед виборами мера Мукачева (16 квітня 2004)

У травні 2004 був одним з основних кандидатів на виборах мера Мукачева, але програв вибори. Через фальсифікації підсумків виборів, вони були визнані недійсними.
У 2004 під час президентської виборчої кампанії був довіреною особою Віктора Ющенка в Закарпатті.
4 лютого 2005 призначений головою Закарпатської обласної державної адміністрації.
8 вересня 2005 повноваження народного депутата України Віктора Балоги достроково припинені, у зв'язку з особистою заявою про складення ним депутатських повноважень.
27 вересня 2005 звільнений з посади голови Закарпатської обласної державної адміністрації та призначений Міністром України з питань надзвичайних ситуацій та у справах захисту населення від наслідків Чорнобильської катастрофи".
4 серпня 2006 звільнений з посади Міністра України з питань надзвичайних ситуацій та у справах захисту населення від наслідків Чорнобильської катастрофи. і знов призначений на посаду Міністра України з питань надзвичайних ситуацій та у справах захисту населення від наслідків Чорнобильської катастрофи.
15 вересня 2006 призначений Главою Секретаріату Президента України. Перебуваючи на посаді Глави Секретаріату Президента України, очолював наглядову раду Національного президентського оркестру
5 жовтня 2006 звільнений з посади Міністра України з питань надзвичайних ситуацій та у справах захисту населення від наслідків Чорнобильської катастрофи
В 2007 обраний Головою Політради політичної партії Народний Союз «Наша Україна».
15 лютого 2008 заявив про вихід з президентської партії НСНУ. При цьому підкреслив, що «незалежно від обставин» його участь в політиці буде пов'язана з Президентом України Ющенком — «людиною високих принципів і благородних цілей».
У червні 2008 вступив в партію Єдиний центр. З липня 2008 є членом президії цієї партії.
19 травня 2009 звільнився з посади Глави Секретаріату Президента. Причиною відставки назвав незгоду з рішенням Ющенка вдруге балотуватися на посаду президента.. Балога пояснив своє бажання залишити посаду також і тим, що втратив сенс працювати в умовах, коли ініціативи команди Секретаріату Президента грузнуть у апатії Президента.
З серпня 2010 — один із лідерів партії Єдиний центр.
12 листопада 2010 призначений Міністром України з питань надзвичайних ситуацій та у справах захисту населення від наслідків Чорнобильської катастрофи.
9 грудня 2010 був звільнений з посади Міністра України з питань надзвичайних ситуацій та у справах захисту населення від наслідків Чорнобильської катастрофи і призначений на посаду Міністра надзвичайних ситуацій України.
Віктор Балога є головою Української частини спільних міжурядових комісій з питань співробітництва:
- Українсько-чеської змішаної комісії з питань економічного, промислового і науково-технічного співробітництва;
- Міжурядової українсько-ізраїльської комісії з питань торгівлі та економічного співробітництва;
- Українсько-словацької змішаної комісії з питань економічного, промислового і науково-технічного співробітництва.

З 2010 був депутатом Закарпатської обласної ради та припинив свої повноваження у зв'язку з обранням народним депутатом 28 жовтня 2012 року.
28 жовтня 2012 року обраний народним депутатом 7-го скл. за одномандатним мажоритарним округом № 69, набравши 49,42 % голосів виборців.
25 грудня 2012 року обраний членом Комітету Верховної Ради України з питань європейської інтеграції Верховної Ради України 7-го скликання.
26 жовтня 2014 року обраний народним депутатом 8-го скликання за одномандатним мажоритарним виборчим округом № 69. Самовисуванець, набрав 63,35 % голосів.
18 січня 2018 року був одним з 36 депутатів, що голосували проти Закону про визнання українського сувернітету над окупованими територіями Донецької та Луганської областей.
В липні 2019 брав участь у виборах до Верховної ради, переміг на одномандатному окрузі № 69 на Закарпатті, на 800 голосів обійшовши Едгара Токара (Слуга народу). 27 липня на всіх 133 дільницях округу було вирішено провести перерахунок результатів[прояснити: ком.].

## Відзнаки
- вересень 1999 — державний службовець першого рангу
- орден УПЦ МП (святого князя Володимира І та II ст.,
- ювілейний орден «2000-ліття Різдва Христового» 1-го ступеня).
- 23 лютого 2012 — Папський лицарський орден святого Сильвестра[26] (Ватикан).
- 19 січня 2013 — орден 1-го ст. Преосвященного владики Андрея Бачинського[27].

Не має жодної державної нагороди.

## Родина
Батько — Іван Павлович Балога, мати — Марія Василівна Балога (одружилися 7 жовтня 1962).
Брати: Балога Іван Іванович (1966) — голова Закарпатської обласної ради (з 23 листопада 2010) і голова Закарпатської обласної організації партії «Єдиний центр» (з літа 2008) і Балога Павло Іванович (1977) — народний депутат України 7 скликання, до цього часу — генеральний директор ТОВ «Закарпатське обласне агентство із залучення інвестицій та господарського розвитку територій», депутат Закарпатської обласної ради.
Дружина — Оксана Анатоліївна Балога.
Сини: Андрій Вікторович Балога (1988) (одружився з Едітою Гелетей
, племінницею колишнього Міністра оборони України Валерія Гелетея) та Павло Вікторович Балога (1994).
Доньки
Балога Софія Вікторівна (1999).
Балога Вікторія Вікторівна (2008)

## Критика
За словами голови Закарпатської ОДА Геннадія Москаля, Балога з 2009 року володіє австрійським громадянством, яке отримав завдяки купівлі нерухомості на околиці Відня. Москаль представив копію документа, достовірність якого, за його словами, була перевірена через дипломатичні установи.